# Даскэлу, Михаэла
Михаэла Даскэлу (рум. Mihaela Dascălu; род. 12 февраля 1970, Румыния) — румынская конькобежка. Участница зимних Олимпийских игр 1992, 1994 и 1998 годов, бронзовая призёр чемпионата мира в многоборье, чемпионка Румынии и 2-кратная призёр чемпионата Румынии, 46-кратная рекордсменка Румынии. Выступала за клуб "CS Tractorul Braşov".

## Биография
Михаэла Даскэлу родилась в Брашове, в самом спортивном городе зимних видов спорта Румынии. С раннего детства занималась фигурным катанием, а в возрасте 9-ти лет перешла в конькобежный спорт. В возрасте 10 лет она дебютировала на молодёжном чемпионате Румынии и уже через год заняла 2-е место в комбинации спринта. С 1982 по 1984 год Михаэла выигрывала молодёжный чемпионат в спринте. В том же 1982 году дебютировала на взрослом чемпионате Румынии. В 1984 и 1985 годах была первой в многоборье на юниорском чемпионате Румынии.  
В 1987 году Даскэлу заняла в третий раз 1-е место на юниорском чемпионате Румынии в многоборье и дебютировала на чемпионате мира среди юниоров с 7-м местом в общем зачёте. Следом впервые стала чемпионкой на взрослом чемпионате страны в многоборье. В 1988 году на юниорском чемпионате мира была дисквалифицирована вместе с подругой по команде за употребление допинга от международных соревновании. В 1991 году Михаэла вернулась и в январе участвовала на своём первом чемпионате Европы в Сараево, где заняла 11-е место в многоборье.
В феврале 91-го на дебютном чемпионате мира в классическом многоборье также стала 11-й и на чемпионате мира в спринте заняла 22-е место. В марте на зимней Универсиаде в Саппоро Михаэла выиграла серебряную медаль в забеге на 3000 м и бронзовую на 5000 м. В 1992 году поднялась на 7-е место на чемпионате Европы и дебютировала на зимних Олимпийских играх в Альбервиле, где заняла 6-е место в беге на 1000 м, 13-е на 5000 м, 17-е на 1500 м, 18-е на 5000 м и 21-е на 500 м.
На чемпионатах мира в классическом многоборье в 1992 и 1993 годах заняла 17-е и 6-е место соответственно, а на чемпионатах мира в спринте была 17-й и 18-й. В 1994 году на чемпионате мира в классическом многоборье в Бьюите в отсутствии сильнейших немецких спортсменок Михаэла завоевала бронзовую медаль. Следом на зимних Олимпийских играх в Лиллехаммере заняла 8-е место в забеге на 1500 м, 9-е на 3000 м, 17-е на 1000 м и 23-е на 500 м.
На чемпионате Европы 1995 года Михаэла заняла 7-е место, в  1996 вновь была 7-й, в  1997 заняла 6-е место и в  1998 году заняла 12-е место. На чемпионате мира в классическом многоборье в 1995 году финишировала 13-й, в  1996 - 14-й, в  1997 - 15-й и в  1998 - 19-й. С 1996 года Михаэла участвовала на чемпионате мира на отдельных дистанциях в Хамаре и заняла лучшее 8-е место на дистанции 5000 м, а через год в  в Варшаве стала 7-й в беге на 1500 м, 9-й на 5000 м и 11-й на 3000 м. В 1998 году на своих третьих зимних Олимпийских играх в Нагано она стала 24-й в забеге на 3000 м и 34-й на 1500 м. После игр завершила карьеру.